# Región Infiernillo
La Región Infiernillo es una de las diez regiones socioeconómicas en el que se divide el estado de Michoacán, para la planeación de las acciones, promover el desarrollo y satisfacer las necesidades de la población. Se localiza al noroccidente del estado.

## Municipios de la Región
La Región Infiernillo está conformada por los siguientes municipios:
| Municipio      | Población |
| Múgica         | 45 732    |
| Ario           | 36 268    |
| La Huacana     | 30 627    |
| Gabriel Zamora | 21 466    |
| Churumuco      | 12 342    |
| Nuevo Urecho   | 9 027     |
| Total          | 155 462   |